# Gyenes Gyula
Gyenes Gyula (Budapest 1911. február 20. – Budapest 1988. június 26.) Európa-bajnoki ezüstérmes magyar atléta

## Pályafutása
1928 és 1935 között a Magyar Torna Klub, 1936 és 1942 között a Magyar Athlétikai Klub rövidtávfutója volt. 1936-ban részt vett a berlini olimpián, ahol 100, 200 és 4 × 100 méteren állt rajthoz, a váltóval hetedik lett. Az 1934-es, első szabadtéri Európa-bajnokságon tagja volt a második helyen végző 4 × 100-as stafétának, négy évvel később 200-on ötödik lett. Egyéniben összesen kilenc magyar bajnoki címet szerzett a két rövidebb sprinttávon.